# Sepp Schmatz
Sepp Schmatz (ur. 1914, zm.?) – zbrodniarz hitlerowski, oficer raportowy w obozie koncentracyjnym Flossenbürg i SS-Hauptscharführer.
Z zawodu ślusarz. Członek NSDAP (od 1937) i Waffen-SS. Pełnił służbę w obozie Flossenbürg od 1939. Początkowo, do 20 kwietnia 1942, był oficerem raportowym (Rapportführerem). Następnie do października 1942 roku Schmatz pełnił służbę jako kierownik komanda więźniarskiego w podobozie Dresden. Kierował plutonem egzekucyjnym we Flossenbürgu i wielokrotnie osobiście brał udział w masowych rozstrzeliwaniach więźniów i jeńców radzieckich. Schmatz szczególnie znęcał się nad więźniami podczas apeli.
Schmatz zasiadł na ławie oskarżonych w czwartym procesie załogi Flossenbürga przed amerykańskim Trybunałem Wojskowym w Dachau. Za swoje zbrodnie skazany został na dożywotnie pozbawienie wolności.